# Phlébologie
La phlébologie (« phlebo- » du grec φλέψ, phléps, « vaisseau sanguin », « veine sanguine », « veine », et « -logie » , « enseignement ») est la spécialité médicale qui étudie l’anatomie et le fonctionnement des veines et du système veineux, les maladies de ces veines (telles que les phlébites, les varices et les hémorroïdes) et leurs traitements.
Nota bene : le tronc pulmonaire et les artères pulmonaires
sont physiologiquement la continuation du système veineux (cf. figure) de la grande circulation. Dès lors les maladies veineuses et leur principal complication, l’embolie pulmonaire, ressortent du domaine de la phlébologie.
Le terme « phlébologie » a été inventé par Raymond Tournay (1893-1984).
La phlébologie est donc une partie de l'angiologie, qui concerne elle l’ensemble du système vasculaire et de ses maladies.